# 西の魔女が死んだ
『西の魔女が死んだ』（にしのまじょがしんだ）は、梨木香歩による日本の小説。本作が著者のデビュー作となる。1994年（平成6年）に単行本が、2001年（平成13年）には新潮文庫より文庫本が出版された。日本児童文学者協会新人賞、新美南吉児童文学賞、第44回小学館文学賞受賞作品。
2008年（平成20年）6月には、本作を原作とする実写映画が公開された。この映画のDVD化の時点で、原作は累計発行部数は170万部。

## 概要
主人公のまいが、自らを魔女と呼ぶおばあちゃんと過ごしていた頃を回想する形で物語は進む。まいは傷つきやすい少女として描かれ、現代社会に対しておばあちゃんが暮らす自然にあふれた生活が対照的に描かれる。また同時に一つの重要なテーマとして、人の死というものを含んでいる。
なお、この作品に登場する魔女が使う魔法とは、ファンタジーの世界のようなものではなく、ちょっと不思議なことが分かる程度のものである。ただ、現実に魔女と呼ばれた人達のように、物語中でもこの力により迫害を受けたような描写もある。

## あらすじ
まいの元におばあちゃんが危篤だと連絡が来る。おばあちゃんの家に向かう車の中でまいは、おばあちゃんと過ごした2年前の1ヶ月間のことを思い出す。
まいは中学校に入学したばかりの頃、不登校になってしまい、しばらくの間、おばあちゃんの元で2人で暮らしていた。そこで、まいは「魔女」になるための修行をすることになる。その修行は、「なんでも自分で決めること」だった。
魔女になるための修業として、規則正しい生活・ジャムを作る・自然と触れ合い、お気に入りの場所を作るなど、概ねは順調だった。しかし、おばあちゃんの知り合いのゲンジさんに、まいは嫌悪感を覚える。
魔女修行から3週間ほどたった朝、おばあちゃんの家の鶏小屋が荒らされ、そこにいた鶏たちはばらばらになっていた。その日の夜、鶏の死に関連して人が死んだらどうなるか、という話題になる。おばあちゃんは魂が身体から離れて自由になることだとまいに言い、本当にそうなのか、おばあちゃんが死んだときまいに教えるという約束をする。
ある日、ゲンジさんがまいのお気に入りの場所の境界のところを耕している場面に遭遇してしまう。動揺したまいはおばあちゃんに対してゲンジさんを罵倒し、「死んでしまえばいいのに」とまで言ってしまう。それに対しておばあちゃんはまいの頬を打ち、二人の間に溝ができてしまった。この時の確執が解けることのないまま、まいはおばあちゃんと別れ両親と一緒にT市に住むことになる。
2年後、おばあちゃんが死に、まいたち家族はおばあちゃんの家に行く。結局わだかまりを解消できないままだったことを後悔し続けてきたまい。しかし、以前に約束したおばあちゃんが死んだときの約束の痕跡を見つけ、まいは泣きながら「おばあちゃん、大好き」と呟いた。

## 登場人物
まい
本作の主人公。イギリス系と大和系のミックスルーツ。中学校で他人に同調するのを止めたため、クラスから孤立してしまう。喘息の治療も兼ねておばあちゃんの住む田舎で「魔女修行」という名の療養をした。意地悪く大人気ないゲンジさんに対する不快感からおばあちゃんと仲違いしたままT市に行くことになってしまい、2年後（=現在）まで後悔し続けていた。
おばあちゃん
まいの母方の祖母で、イギリス人の魔女。まいに魔女になるための修行をさせる。自分が所有する土地の一角をまいの名義に変え、それが後々の地域開発と言う名目の自然破壊を阻止するのに一役買った。ゲンジさんに対しても寛容であるためにまいと意見が合わず、強情なまいに手を上げてしまった。しかし、まいとの約束（魂の脱出）を果たし、彼女との確執は消えた。
ママ
まいの母親。おばあちゃんの娘で、イギリス系と大和系のミックスルーツ。まい共々、おばあちゃんを「西の魔女」と呼んでいる。しかし、家事と仕事の両立や教育方針に関しては意見が合わないようだ。インターナショナル・スクールもない時代に日本で大学まで出ているが、やはり学校と言う場に溶け込めなかったらしく、まいが不登校になった理由も聞かずにいた。愛車はダークグリーンのミニ。
髪の毛の色はダークブラウン、目の色は琥珀色。
パパ
T市に単身赴任中のまいの父親。「魔女修行」中のまいの元にやってきて、家族共々引っ越すことを提案する。かつて、まいから死について質問されたとき、死んだらそれっきりだと答えたことがある。
ゲンジさん
おばあちゃんの家の近所に住むおじさん。まいの土地に無断で立入ったり（竹の子を掘っていたと弁解した）、いかがわしい雑誌を平気で捨てたり、更にはまいが「ガイジンの孫」で「不登校」であることを理由に嘲ったりと、まいの神経を逆撫ですることばかりしていた。まいとおばあちゃんの確執を生んだ張本人（まいの怒りと嫌悪が頂点に達した時でさえ、おばあちゃんが彼に対して寛大だったため）。2年後にまい達がおばあちゃん家に来た際、おばあちゃんの最後を看取っていた事や、おじいちゃんが好きだった銀龍草を大事そうにまいに渡した姿を見て、まいの彼に対する嫌悪の感情が消えた。
おじいちゃん
おばあちゃんの夫。物語の中では既に故人である。おばあちゃんの回想にのみ登場。生前、ゲンジさんに良くしていたらしい。

## 書誌情報
- 『西の魔女が死んだ』〈楡出版〉1994年。
- 『西の魔女が死んだ』〈小学館〉1996年。
- 『西の魔女が死んだ』〈新潮社〉1996年。ISBN 978-4-10-125332-9。
- 『西の魔女が死んだ』（第1分冊、第2分冊）（霞会館福祉事業委員会京都支所、2010年） - 非売品
- 『西の魔女が死んだ 梨木香歩作品集』（新潮社、2017年）
- 教育出版や光村図書出版の小学校・中学校教科書にも複数の年度や学年によって部分的に収録されている。

### 翻訳
タイ語
- ปริวัณย์ เยี่ยมแสนสุข訳『แม่มดฝึกหัด』（JBOOK、2007年）

朝鮮語
- 김미란訳『서쪽 마녀가 죽었다』〈블루픽션36〉（비룡소、2009年）

中国語
- 竺家荣訳『西女巫之死』〈经典文库〉（人民文学出版社、2012年）
- 竺家荣訳『勿忘我』〈梨木香歩作品系列〉（人民文学出版社、2017年）

イタリア語
- Michela Riminucci訳『Un'estate con la strega dell'Ovest e altri racconti』〈Narratori〉（Feltrinelli、2019年）

## ラジオドラマ
NHKラジオ第1放送、FMの「ラジオ深夜便小劇場」枠においてラジオドラマ化されて、2005年3月に数回放送された。
- 出演：中村メイコ ほか
- 音楽：遊佐未森

## 映画
2008年6月21日に全国一斉ロードショー。文部科学省特別選定作品、青少年映画審議会推薦作品、厚生労働省社会保障審議会推薦作品。映画館大賞「映画館スタッフが選ぶ、2008年に最もスクリーンで輝いた映画」第59位。
「おばあちゃんの住む家」を忠実に再現するべく、山梨県の清里高原にセットが作られ、そこで撮影が行われた。セットは2008年5月から2009年はじめまで保存・公開される。その後も建物はキープ協会の管理下で保存されたが、現在は解体されている。

### キャスト
- おばあちゃん：サチ・パーカー
- まい：高橋真悠（公開時SPLASHのサブリーダー）
- ママ：りょう
- パパ：大森南朋
- ゲンジ：木村祐一
- 郵便屋さん：高橋克実

### スタッフ
- 監督：長崎俊一
- 脚本：矢沢由美、長崎俊一
- 音楽：トベタ・バジュン
- 主題歌：手嶌葵「虹」（ヤマハミュージックコミュニケーションズ）
- 撮影監督：渡部眞
- 照明：和田雄二
- 録音：弦巻裕
- 美術監修：種田陽平
- 美術：矢内京子
- 編集：阿部亙英
- 襖絵作画：赤塚美知子
- VFXスーパーバイザー：古賀信明
- 現像：IMAGICA
- スタジオ：東映東京撮影所
- 撮影協力：山梨県、北杜市、南牧村 (長野県)、キープ協会 ほか
- エグゼクティブ・プロデューサー：豊島雅郎
- プロデューサー：柘植靖司、谷島正之、桜井勉
- エグゼクティブ・スーパーバイザーー：椎名保、原正人
- 配給：アスミック・エース
- 製作：「西の魔女が死んだ」製作委員会（アスミック・エース、住友商事、テレビ東京、WOWOW、京王エージェンシー、IMAGICA、日本出版販売、ディーライツ、ローソンチケット、朝日新聞社、Yahoo! JAPAN）

### ソフト化
- 西の魔女が死んだ DVD特別版（初回限定生産2枚組、2008年11月21日発売、発売元・アスミック・エース、販売元・角川映画）
  - ディスク1：本編DVD
    - 映像特典
      - 予告編集

    - 音声特典
      - 視覚障がい者用音声ガイド

  - ディスク2：特典DVD
    - メイキング・オブ『西の魔女が死んだ』〜西の魔女とまい〜マイ・サンクチュアリへの道
    - 劇場宣伝イベント映像集「奇跡が起こるまで」
    - 未公開シーン集「西の魔女の秘密」
    - 手嶌葵『虹』ミュージックビデオ
    - セットデザイン画ギャラリー「西の魔女の家」

  - 封入特典
    - ブックレット

  - 特製スリーブケース付き
- 【TCE Blu-ray SELECTION】西の魔女が死んだ ブルーレイ スペシャル・エディション（BD1枚組、2012年9月5日発売、発売元・アスミック・エース、販売元・TCエンタテインメント）
  - 映像・音声特典：「セットデザイン画ギャラリー」を除いた全映像・音声特典を収録

## 朗読劇
2024年6月25日から27日にかけて草月ホール、6月29日に由利本荘市文化交流館 カダーレにて『リーディングドラマ「西の魔女が死んだ」』として公演された。

### キャスト（朗読劇）
- 祖母 - 前田美波里
- まい - 生駒里奈

楽器演奏
- バイオリン - 高木凜々子

### スタッフ（朗読劇）
- 原作：梨木香歩「西の魔女が死んだ」（新潮文庫）
- 台本・演出：笹部博司

## 渡りの一日
「渡りの一日」（わたりのいちにち）は『西の魔女が死んだ』の後日談を描いた小説作品。文庫本に収録されている。

### あらすじ
まいは友人のショウコとサシバの渡りを見にいく約束をしていた。しかしショウコは約束をすっぽかし、家を訪ねてもなかなか起きてこない。ショウコは起きてきてもわびる様子もない。時間的にも渡りを見に行けなくなったため、ショウコの母親に勧められて、絵画展を見に行くことにする。しかし、途中で同級生・藤沢の怪我に遭遇し、ショウコの安請け合いによって急遽藤沢の代わりに市立競技場へ荷物を届けることになる。
競技場に荷物を届けた後、帰りのバスが無くなったことから、藤沢の兄の婚約者であるあやの車に乗せてもらうことになる。あやは絵画展の絵の搬出へ向かうところだったため、二人はぎりぎりで絵画展へ赴く。絵はほとんど梱包されていたが、サシバの群れを描いた大きな絵画を見て、まいは涙を流す。そしてショウコは、まいが立てたプランは全て達成した、と呟く。

### 登場人物
加納 まい（かのう まい）
『西の魔女が死んだ』の主人公。転校先（T市と推定される）で、「何事にもこつこつと取り組み、人のために働くことが好き」というおばあちゃんとの魔女修行の成果が発揮されているため、密かにショウコからは尊敬されている。
和邇 ショウコ（わに ショウコ）
まいの親友。少し変わった性格なのでクラスではやや浮いているが、本人は気にしていない。サシバの渡りを見に行こうと言い出しておきながらすっぽかした。自分の興味あることは他人も興味があるはずだと思い込み、押し付ける癖があるが、物語の最後でまいとの誤解が解ける。
順子さん
ショウコの母。元婦人警官。まいとショウコに絵画展の画集を買ってくるように頼んだ。
藤沢
まいとショウコのクラスメート。サッカーの練習試合に出る兄に自転車で忘れ物を届けに行く途中、まいとショウコを避けたはずみに転び怪我をする。ショウコの言葉不足のために、2人から好かれているとあらぬ勘違いをする。
藤沢の兄
サッカーの試合に出るのにユニフォームを忘れてしまったおっちょこちょい。笹島あやと婚約している。弟同様にまいとショウコに関して誤解をする。
笹島 あや（ささしま あや）
ダンプカーの運転手。藤沢の兄と婚約している。「やりたいことを仕事にする」のが信条で、まいとショウコから憧れられている。物語の最後で、藤沢兄弟の誤解を解く。